# Trichocolletes maximus
Trichocolletes maximus is een vliesvleugelig insect uit de familie Colletidae. De wetenschappelijke naam van de soort is voor het eerst geldig gepubliceerd in 1929 door Cockerell.
De bij wordt 13-14 millimeter lang. De soort komt voor in het zuidoosten van Australië.